# البطاقة الجمهورية في فرنسا
البطاقة الجمهورية في فرنسا تسمح للقاصرين المولودين في فرنسا لأبوين أجانب والذين يقيمون بانتظام في الأراضي الفرنسية لإثبات هويتهم والسفر بحرية، دون تأشيرة، داخل منطقة شنغن. تم إنشاء هذه البطاقة بموجب القانون رقم 98-170 المؤرخ 16 مارس 1998 بشأن الجنسية الصادرة بموجب حكومة ليونال جوسبان.
وفقًا للمادة ل323-3 من مدونة دخول وإقامة الأجانب وحق اللجوء: "عند تقديم كتيب العائلة، يتم إصدار وثيقة لأي قاصر مولود في فرنسا لوالدين أجنبيين حاملين لتصريح بالإقامة، وهي بطاقة الجمهورية. "
ومع ذلك، قد تحل شهادة الميلاد للقاصر الذي يحمل ملفًا محل البطاقة. تحتاج أيضًا إلى أوراق أخرى بالإضافة إلى دفع ضريبة بقيمة 45 يورو.